# بئاته آبراهام

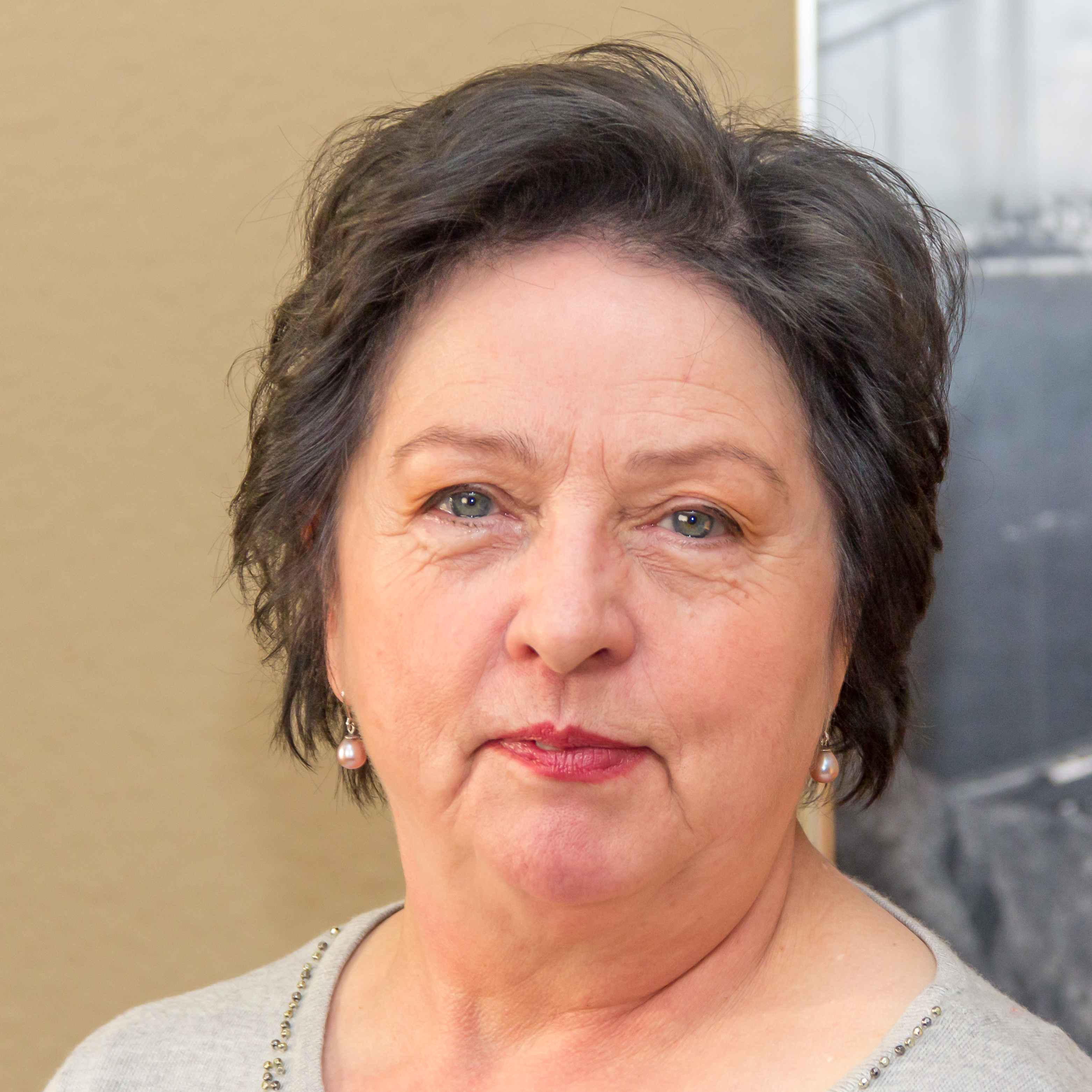
بئاته آبراهام در نقش مادربزرگ هلگا در فیلمبرداری سریال تلویزیونی ۲۰۱۴

بئاته آبراهام (زاده ۱۹۴۵) یک هنرپیشه آلمانی است. او اولین فیلم خود را در سال ۱۹۷۶ آغاز نمود و از آن زمان تاکنون نقش‌های متعددی در فیلم‌ها، درام‌های تلویزیونی و سریال‌های تلویزیونی داشته‌است. از سال ۲۰۰۱ تا ۲۰۱۶ او به عنوان مادر شاگالا در اشتراتمنز (تلویزیون و.د. ار) ایفای نقش می‌کرد.

## زندگی
آبراهام در پروس شرقی به دنیا آمد، در مکلنبورگ بزرگ شد و در مدرسه راهنمایی در رکلینگهاوزن تحصیل کرد. او آموزش بازیگری خود را در مدرسه بازیگری در هامبورگ گذراند. پس از موقعیت‌های حرفه‌ای مختلف، از جمله در کوکسهاون و در تئاتر اوئنزورگ در هامبورگ نیز در تئاتر دورتموند فعالیت داشت. او از سال ۱۹۷۲ در دورتموند زندگی می‌کند و دو دختر دارد.